# Hospodářské noviny
Hospodářské noviny – czeski dziennik ukazujący się w Pradze, jedna z trzech głównych gazet codziennych w tym kraju (obok Lidovych novin i Mladej fronty Dnes). W tematyce bliski polskiemu dziennikowi Rzeczpospolita, dużo uwagi poświęca tematyce ekonomicznej, posiada także dodatki sportowe, kulturalne, zajmujące się modą, podróżami itd.